# Ulrich Bernardi

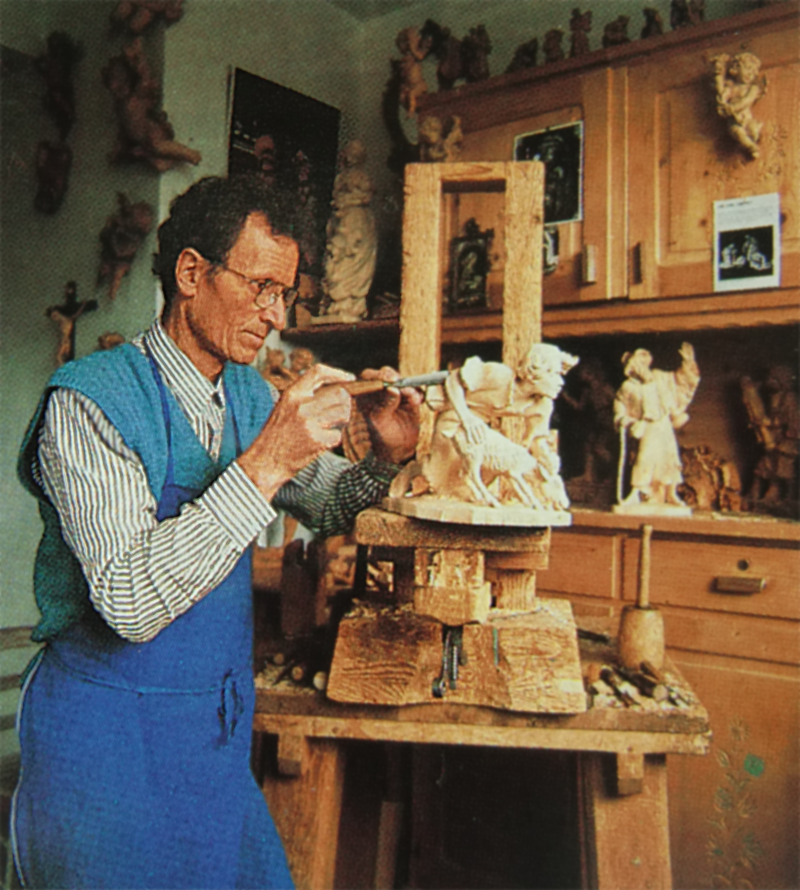
Ulrich Bernardi, 1991 in seiner Werkstatt.

Ulrich Bernardi (* 1925 in St. Ulrich; † Juni 2016) war ein Südtiroler Bildschnitzer aus Gröden, der durch seine Krippenfiguren der nach ihm benannten „Bernardi-Krippe“ bekannt wurde.

## Leben
Sein Talent für das Schnitzen wurde schon früh von Bernardis Großvater erkannt, der seinerseits selbst Altarbauer war. Er wurde auch stark durch die Arbeit seiner Großmutter, die Schnitzerin von Holzornamenten war, geprägt. Nach der Volksschule besuchte Bernardi die Zeichenschule in St. Ulrich, wo er drei Jahre lang bei Raimund Mureda und Ludwig Moroder sein Talent beim Zeichnen, Modellieren und Schnitzen ausbaute. Danach begab er sich in die Werkstatt eines Meisters, bei dem er zum ersten Mal mit der Krippenschnitzerei in Berührung kam. Obwohl sein Meister ihm schon nach zwei Jahren dazu riet, sich selbstständig zu machen, blieb Bernardi noch zwei weitere Jahre bei ihm, um seine Geschicklichkeit als Bildhauer zu verbessern.
Während des Zweiten Weltkrieges schnitzte der gläubige Bernardi für seine Kameraden Madonnen und Kruzifixe. Sein Können als Schnitzer half ihm auch durch die Zeit der Kriegsgefangenschaft.
Wieder zuhause, eröffnete Bernardi seine eigene Werkstatt. Bald darauf schnitzte Bernardi Modellfiguren für die Holzschnitzereienfirma ANRI in Wolkenstein. Seine Werke im zeitlosen europäischen Stil wurden auf Ausstellungen in ganz Europa mit vielen Preisen ausgezeichnet. Kennzeichnend für sein Kunstschaffen ist die Darstellung der Krippenfiguren im Stil der europäischen Volkskunst. Bernardis Figuren fallen durch ihre Schlichtheit und ihren liebenswerten Gesichtsausdruck auf. Große Unterstützung erhielt er durch seine Frau, die Tochter des Künstlers Giulio Sestini, der ebenfalls Holzschnitzer war.

## Werke
- 1962 fertigte der Meister-Schnitzer die ersten Figuren seiner Bernardi-Krippe. Jedes Jahr ergänzte er diese Krippe um eine neue Figur aus Bergahorn. 2010 umfasste sie 99 Figuren.
- Ulrich Bernardi fertigte außerdem Figuren nach Motiven von Sarah Kay.
- Seine Meisterarbeit ist eine mit einem Bogen umrahmte Krippendarstellung, verziert mit einer Schar unzähliger, kaum daumennagelgroßer Engelsköpfe.
- Die Florentiner Krippe, die 1986 Papst Johannes Paul II. präsentiert wurde. 2004 kam eine Neuauflage aus Lindenholz heraus, die zur Serie "Back to the Roots" gehört.